# Camellia longissima
Camellia longissima är en tvåhjärtbladig växtart som beskrevs av Ho Tseng Chang och S.Y. Liang. Camellia longissima ingår i släktet Camellia och familjen Theaceae. Inga underarter finns listade i Catalogue of Life.